# Коррупционный скандал в ФИФА

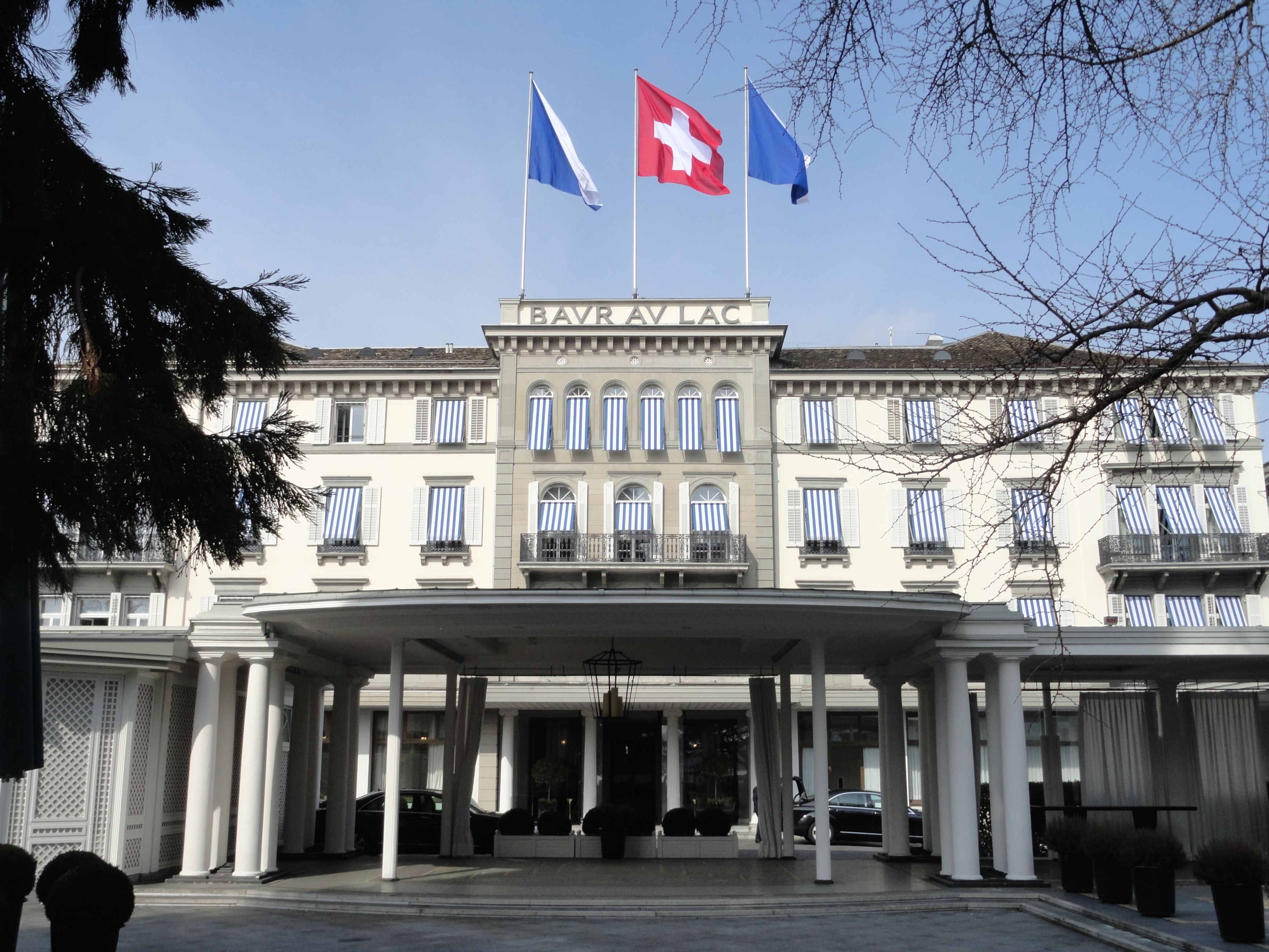
Отель Baur au Lac в Цюрихе, где 27 мая 2015 года были арестованы семь высокопоставленных чиновников ФИФА

Коррупционный скандал в ФИФА («ФИФА-гейт») — крупнейший в истории ФИФА коррупционный скандал. Разразился в конце мая 2015 года, когда швейцарские власти арестовали нескольких высокопоставленных чиновников ФИФА по обвинению в коррупции. Арест состоялся за два дня до выборов нового главы ФИФА.
Из-за скандала вновь избранный президент ФИФА Йозеф Блаттер 2 июня 2015 года объявил о своём решении уйти в отставку. В рамках скандала 8 октября 2015 года Арбитражная палата комитета по этике ФИФА отстранила Блаттера и Мишеля Платини от своих должностей на 90 дней.

## Предыстория
Свидетельства системной коррупции в руководстве ФИФА появлялись на протяжении многих лет. Особенно наглядно эта проблема проявилась в 2010 году при рассмотрении заявок на два последующих чемпионата мира: 2018 и 2022 годов. Выбор маленького Катара (2022) с его нестерпимой жарой, сделанный против мнения технического комитета ФИФА, немедленно возбудил подозрения в подкупе. Утечка внутренней информации и дальнейшее расследование Sunday Times дали исчерпывающие данные, указывавшие на незаконные действия катарца Мохаммеда бин Хаммама — главы Азиатской конфедерации футбола в 2002—2011 годах. Последний, предположительно, подкупил представителей стран Африки, потратив на это не менее 5 млн долларов. Официальное расследование, проведённое ФИФА по данному эпизоду, не дало никаких результатов; возможность пересмотра заявок была категорически отклонена, критики же были заклеймены как расисты и неудачники.

## Следствие

### Аресты и обыски
27 мая 2015 года, накануне очередного конгресса ФИФА в Цюрихе, швейцарская полиция по представлению ФБР арестовала семерых высокопоставленных функционеров ассоциации. Были арестованы: вице-президент ФИФА и член исполкома Джеффри Уэбб, возглавляющий КОНКАКАФ, Эухенио Фигередо (бывший президент Ассоциации футбола Уругвая и КОНМЕБОЛ), Эдуардо Ли (глава Федерации футбола Коста-Рики), Хулио Роча (директор ФИФА по развитию), Рафаэль Эскивель (глава Федерации футбола Венесуэлы), Жозе Мария Марин (в прошлом — президент Конфедерации футбола Бразилии) и Николас Леос (в прошлом — президент КОНМЕБОЛ). Одновременно полиция США произвела обыск в штаб-квартире КОНКАКАФ в Майами.
Генеральный прокурор США Лоретта Линч заявила, что список обвиняемых будет расширяться.
Одновременно с опубликованием заключения минюста США, швейцарская прокуратура заявила о ведении собственного расследования рассмотрения заявок на проведение чемпионатов мира: России (2018) и Катара (2022). Расследование касалось действий некоторых официальных лиц, подозреваемых в «преступной халатности» и отмывании денег. Власти Швейцарии заморозили счета некоторых функционеров ФИФА и изъяли соответствующие финансовые документы. Британское агентство по борьбе с финансовыми преступлениями начало расследование роли банков, вовлечённых в сомнительные транзакции.

### Суть обвинений
Заключение содержит обвинения в организованной преступной деятельности (англ. Racketeering ), откатах, отмывании денег и ряде других преступлений, имевших место на протяжении 24 лет.
Цели коррупционных действий включали распределение мест проведения чемпионатов мира, а также прав на трансляцию матчей и размещение рекламы. Заключение также содержало предположение о подкупе при назначении проведения чемпионатов мира в Южной Африке (2010), России (2018) и Катаре (2022).
В заключении фигуровали 14 высокопоставленных функционеров ФИФА, среди которых особо выделены Джеффри Уэбб и Джек Уорнер, — действующий на тот момент и бывший президенты CONCACAF, соответственно. Обвинительное заключение содержало предположение о получении и даче взяток на сумму более $ 150 млн.

### Юрисдикция США
Американская юстиция расследует и пресекает правонарушения, не только совершенные на территории США, но и совершенные с использованием банковской системы США или долларов США. Такие действия могут рассматриваться в американских судах, а подозреваемые доставляются в США посредством экстрадиции.
В случае ФИФА подозреваемый Чак Блейзер жил в Нью-Йорке. Обвиняемые, как функционеры ФИФА, так и сотрудники компаний, вовлечённых в коррупционные сделки с ассоциацией, проводили встречи в США; некоторые из более чем 30 банков, через которые проводились незаконные транзакции, являются американскими.
Федеральные правоохранительные органы (ФБР, минюст и налоговая служба) на протяжении трёх лет вели следствие по делу ФИФА. 20 мая 2015 года большое жюри Бруклина утвердило обвинительное заключение из 47 пунктов.

## Международная реакция
Большая часть европейских стран отреагировала на расследование положительно, полагая, что ФИФА давно являлась рассадником коррупции и нуждается в реформах и кадровых переменах. При этом Испания и Франция 29 мая 2015 года голосовали за переизбрание Йозефа Блаттера на пост президента ФИФА. Активным сторонником Блаттера также является президент России: Владимир Путин тепло поздравил Блаттера с переизбранием и выразил уверенность в том, что «профессионализм и высокий авторитет помогут Блаттеру и дальше способствовать расширению географии и популярности футбола». Путин также заявлял, что считает аресты чиновников ФИФА попыткой США распространить свою юрисдикцию на другие государства и не допустить переизбрания Блаттера на очередной срок.
Глава УЕФА Мишель Платини заявил, что в случае переизбрания Блаттера Европейская футбольная ассоциация объявит бойкот чемпионату мира. Вице-президент английской футбольной ассоциации Дэвид Гилл отказался занять предложенное ему место в исполкоме ФИФА в знак протеста против выбора Блаттера на новый срок.
Футбольная федерация Австралии, которая перевела полмиллиона долларов на счета Международной федерации футбола, выдвигала подозрение, что деньги присвоил бывший вице-президент ФИФА Джек Уорнер.

## Последствия
2 июня 2015 года вновь избранный президент ФИФА Йозеф Блаттер объявил о своем решении уйти в отставку «в связи с разгоревшимся вокруг организации коррупционным скандалом». Было заявлено, что в случае обнаружения нарушений могут быть пересмотрены решения о проведении чемпионата мира в России в 2018 году и Катаре в 2022 году.

## Развитие событий
- 17 сентября 2015 года: по подозрению в «недобросовестном исполнении обязанностей» отстранен от работы Генеральный секретарь ФИФА Жером Вальке. В официальном сообщении говорилось, что ФИФА стало известно о возможной причастности Вальке к продаже билетов на матчи чемпионата мира по сильно завышенным ценам[19].
- 24 сентября 2015 года: Генеральная прокуратура Швейцарии открыла уголовное дело в отношении Зеппа Блаттера. Блаттер обвинялся в преступной халатности, либо в растрате средств[20].
- 3 октября 2015 года: крупнейшие спонсоры ФИФА — компании Coca-Cola, McDonald's, Visa и Budweiser — призвали к немедленной отставке Зеппа Блаттера с поста президента ФИФА[21].
- 8 октября: арбитражная палата комитета по этике ФИФА отстранила Йозефа Блаттера и Мишеля Платини от своих должностей на 90 дней[6].
- 3 ноября: бывший президент Бразильской конфедерации футбола Хосе Мария Марин, ранее арестованный по делу о коррупции в ФИФА, экстрадирован из Швейцарии в США[22].
- 2 декабря: по запросу американских властей в Швейцарии арестованы президент Конфедерации футбола Северной и Центральной Америки и стран Карибского бассейна (КОНКАКАФ) Альфредо Хавит и президент Южноамериканской конфедерации футбола (КОНМЕБОЛ) Хуан Анхель Напоут, которые являлись вице-президентами ФИФА[23].
- 3 декабря: задержаны бывший президент Бразильской конфедерации футбола Рикардо Тейшейра и её нынешний на тот момент глава Марко Поло дель Неро[24].
- 21 декабря: по результатам расследования комитета по этике ФИФА, Йозеф Блаттер и Мишель Платини отстранены «от любых занятий, связанных с футболом» сроком на восемь лет. Запрет вступил в силу немедленно. Кроме того, были наложены штрафы: Блаттер — 40 000 $, Платини — 80 000 $. Ни Блаттер, ни Платини своей вины не признали и собирались обжаловать решение в Спортивном арбитражном суде в Лозанне[25].
- В июне 2017 года глава следственной палаты комитета по этике ФИФА Майкл Гарсия представил доклад, в котором подтвердил, что Россия не влияла на ход голосования по выбору места проведения чемпионата мира 2018 года[26].
- В апреле 2020 года министерство юстиции США обвинило бывшего вице-президента ФИФА Джека Уорнера в получении от России 5 млн долларов США в обмен на голосование за заявку российской стороны. Минюст США утверждало также, что члену исполнительного комитета ФИФА Рафаэлю Сальгеро был обещан 1 млн долларов в обмен на голосование за Россию. Обвинительный акт был подан в окружной суд Восточного округа Нью-Йорка 18 марта 2020 года[27].
- В июле 2022 года швейцарский суд оправдал Йозефа Блаттера и Мишеля Платини, обвиненных в мошенничестве, злоупотреблении доверием и недобросовестном менеджменте[28].
- В марте 2025 года швейцарский суд отклонил апелляцию прокуратуры и повторно оправдал Блаттера и Платини[29].